# Léopard d'Afrique
Panthera pardus pardus
Pour les articles homonymes, voir Léopard (animal) et Panthère.
 (février 2025).
Si vous disposez d'ouvrages ou d'articles de référence ou si vous connaissez des sites web de qualité traitant du thème abordé ici, merci de compléter l'article en donnant les références utiles à sa vérifiabilité et en les liant à la section « Notes et références ».
Sous-espèce
Le Léopard d'Afrique (Panthera pardus pardus) est la plus commune des sous-espèces de léopard. 
Il fait partie, avec le lion d'Afrique, l'éléphant d'Afrique, le rhinocéros noir et le buffle d'Afrique, du groupe dit « big five » des 5 mammifères autrefois craints et respectés par les chasseurs africains.

## Description

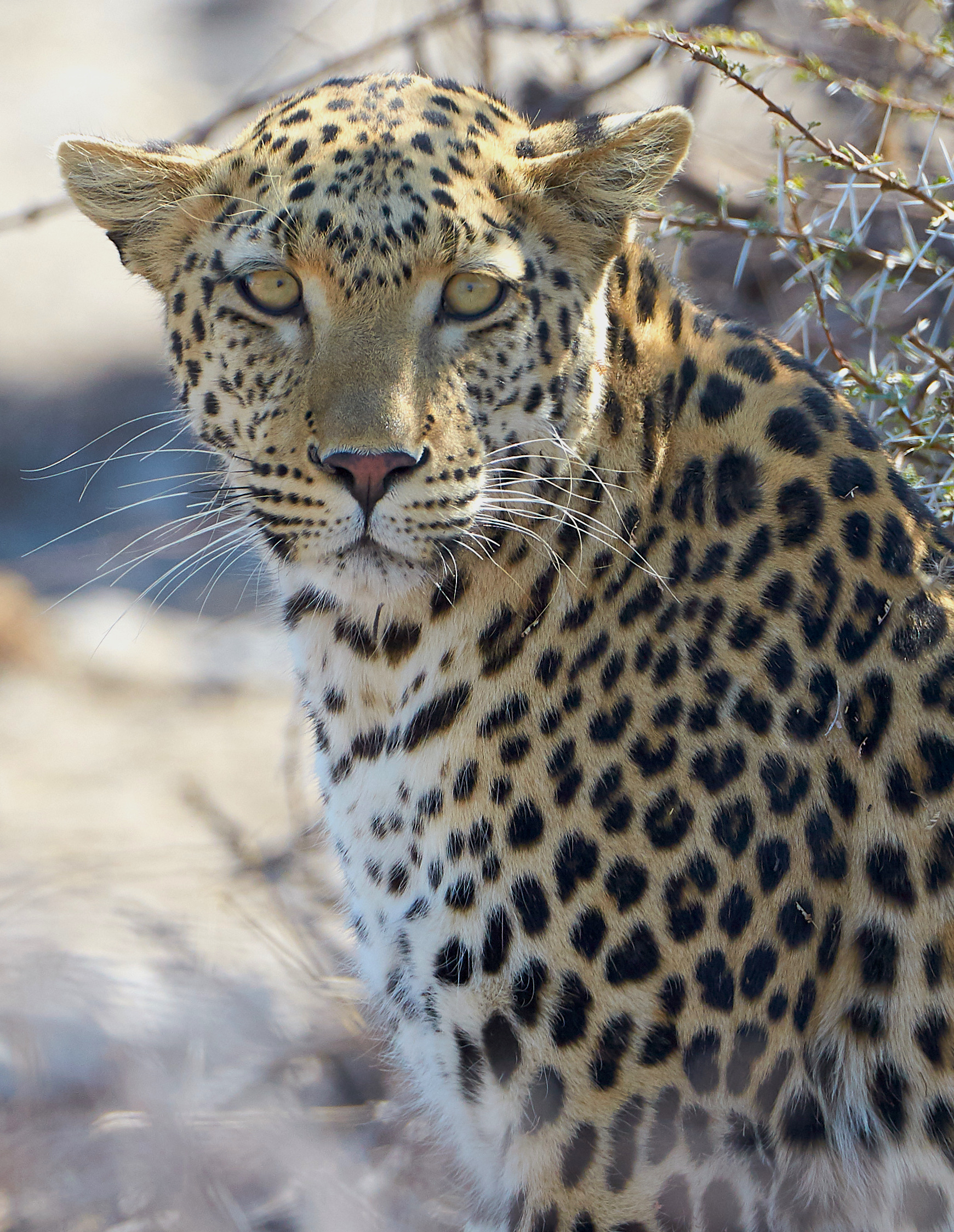
Un léopard d'Afrique dans le parc national d'Etosha.

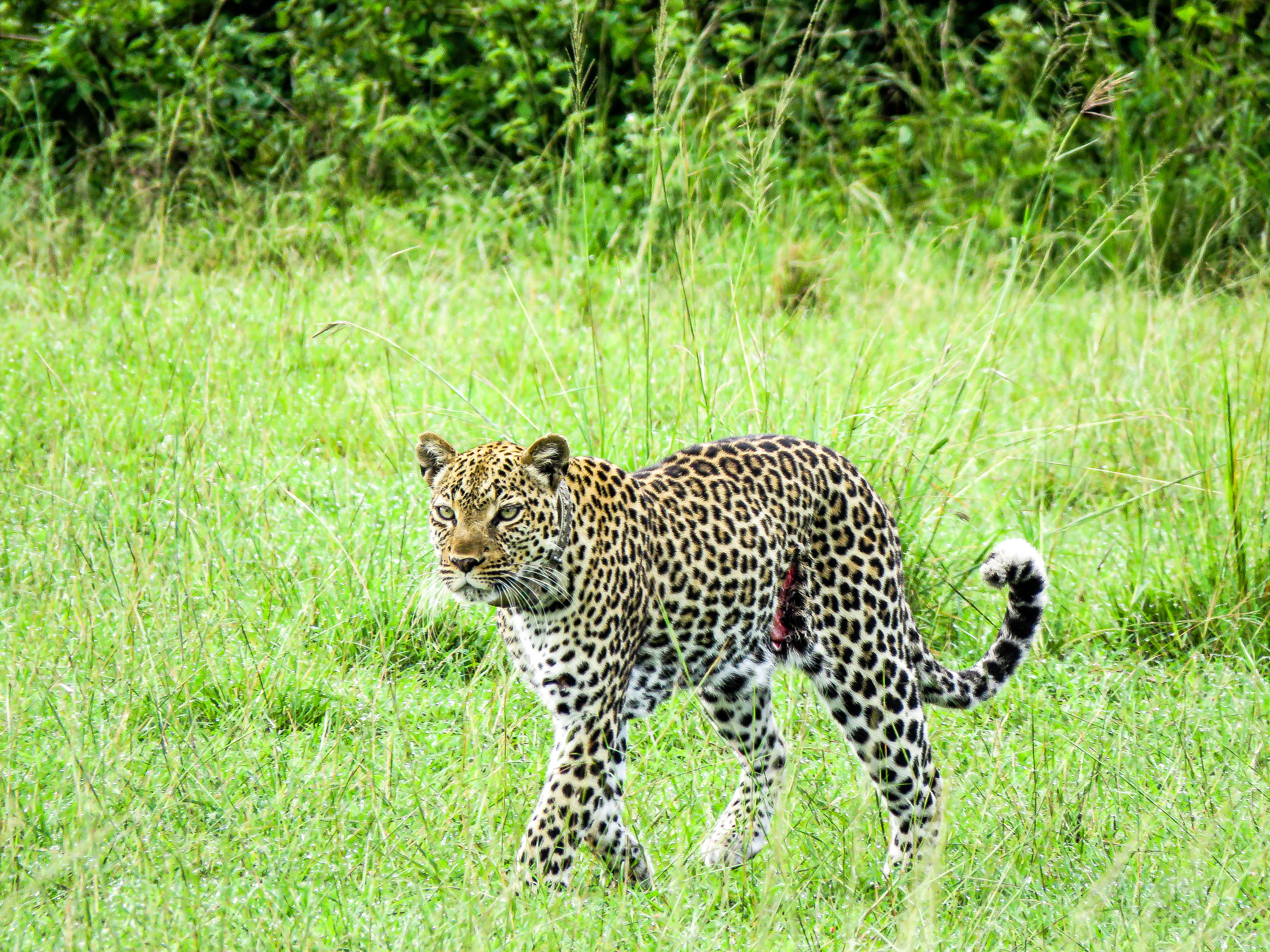
Un léopard d'Afrique dans le parc national Queen Elizabeth en Ouganda.

C'est la plus grande et la plus répandue des sous-espèces de léopard, son poids pouvant aller jusqu'à 90 kg pour les gros mâles, pour une taille de corps de 1,90 m auquel il faut ajouter un bon mètre de queue. Les femelles sont en général 40 % plus petites[réf. nécessaire].
On les trouve principalement en Afrique subsaharienne et à l'ouest du désert du Kalahari en Namibie, où ils sont relativement communs. L'espèce est quasi éteinte en Afrique du Nord, où l'on pouvait jadis l'observer dans les montagnes du Haut Atlas. Son habitat est varié, cela va de la savane (Kenya, Tanzanie…) en passant par la forêt (Gabon, Congo…) sans oublier la montagne (Afrique du Sud, Zimbabwe …) ou encore les zones désertiques du désert du Kalahari en Namibie et les marécages du delta de l'Okavango au Botswana.
Les disparités de taille sont importantes selon les régions, ainsi, dans la province du Cap en Afrique du Sud, le poids moyen de l'animal ne dépasse pas les 30 kilos, alors que dans le parc national Kruger, toujours en Afrique du Sud, le poids moyen y est de 60 kilos[réf. nécessaire].
Néanmoins, le manque d'informations et de données concernant le léopard ne permet pas d'affirmer que les plus gros spécimens sont sud-africains, ainsi selon Pocock les plus grands léopards sont en Algérie (il ne reste aujourd'hui plus que de rares spécimens), au nord du Congo, au sud du Soudan, dans les forêts côtières de l'Afrique de l'ouest, au centre du Gabon et dans la région forestière du rift au Kenya, à savoir les Aberdares et le mont Kenya[réf. nécessaire].
Ces suppositions se basent sur les mesures effectuées à partir de crânes, ainsi, au nord-est du Congo, 7 mâles furent mesurés, et leur crâne mesurait en moyenne 261 mm, avec deux spécimens respectivement à 279 mm et 282 mm[réf. nécessaire]. Plus impressionnant encore, 3 spécimens provenant des côtes du Gabon atteignaient en moyenne 274 mm avec le plus gros à 282 mm, ces informations peuvent être tempérées du fait que l'échantillon est petit, il n'en demeure pas moins que les mesures sont impressionnantes puisqu'elles côtoient celles du jaguar du Pantanal (la plus grosse sous-espèce de jaguar) qui atteint en moyenne 282.2 mm en taille de crâne et 282 mm au mato grosso[réf. nécessaire].
Sachant que le jaguar du Pantanal pèse en moyenne 100 kilos, il n'est pas exclu de croire que les léopards ayant les mêmes mensurations, puissent atteindre eux aussi un poids imposant, environ 90 kilos (le léopard est un peu plus fin que le jaguar à taille égale)[réf. nécessaire].
Pour comparaison, les léopards réputés les plus gros, à savoir les sud-africains et est-africains, possèdent un crâne qui mesure en moyenne 230 mm, 260 mm pour les plus grands. Toutes ces données sont disponibles dans le livre de Pocock : The Leopards of Africa (1932) et aussi dans Carnivora Collected by American Museum Congo Expedition de J.A. Allen.
Les données sur le jaguar proviennent de Notes on the biology and status of the jaguar in Venezuela by Mondolfi and Hoogesteijn 1986.
Selon Rowland ward (publications officielles de chasseurs), les léopards des régions montagneuses d'Afrique de l'est, mesurent en moyenne 260 mm au niveau du crâne avec même un spécimen à 286 mm, ce qui supérieur à la taille moyenne de la plus grosse sous-espèce de jaguar.

## Taxonomie
Traditionnellement, les sous-espèces suivantes étaient reconnues en Afrique
- Léopard d'Afrique centrale, P. p. pardus (Linnaeus, 1758) – Soudan et nord-est de la République démocratique du Congo
- Léopard de Barbarie, P. p. panthera (Schreber, 1777) – Afrique du Nord
- Léopard des bois d'Afrique de l'Ouest, P. p. leopardus (Schreber, 1777) – Forêts tropicales d'Afrique occidentale et centrale
- Léopard du Cap, P. p. melanotica (Günther, 1885) – Afrique australe
- Léopard d'Afrique de l'Est, P. p. suahelica (Neumann, 1900) – Afrique de l'Est
- Léopard Somalien, P. p. nanopardus (Thomas, 1904) – Zones arides de Somalie
- Léopard de Rwenzori, P. p. ruwenzori (Camerano, 1906) – Montagnes des Virunga et Rwenzori
- Léopard abyssin, P. p. adusta (Pocock, 1927) – Hautes-terres éthiopiennes
- Léopard d'Afrique de l'Ouest, P. p. reichenovi (Cabrera, 1927) – Les savanes du Cameroun
- Léopard de Zanzibar, P. p. adersi (Pocock, 1932) – île d'Unguja, Zanzibar

Liste des sous-espèce :
| Espèce                                                | Illustration               | Répartition |
| P. p. pardus Léopard d'Afrique centrale               | Léopard d'Afrique centrale |             |
| P. p. panthera Léopard de Barbarie                    |                            |             |
| P. p. leopardus Léopard des bois d'Afrique de l'Ouest |                            |             |
| P. p. melanotica Léopard du Cap                       | Léopard du Cap             |             |
| P. p. suahelica Léopard d'Afrique de l'Est            | Léopard d'Afrique de l'Est |             |
| P. p. nanopardus Léopard somalien                     |                            |             |
| P. p. ruwenzori Léopard de Rwenzori                   |                            |             |
| P. p. adusta Léopard abyssin                          |                            |             |
| P. p. reichenovi Léopard d'Afrique de l'Ouest         |                            |             |
| P. p. adersi Léopard de Zanzibar                      |                            |             |

## Population
La population du léopard atteindrait les 700 000 individus, vivant majoritairement en dehors des parcs.  Sa grande adaptabilité aux changements de climat et sa manie d'habiter dans les arbres garantissent sa sécurité, sauf lorsqu'il s'attaque aux troupeaux de bovins, et qu'alors les fermiers cherchent à l'empoisonner. Enfin, sa peau fait toujours malheureusement rêver : les chefs de clans y voient l'emblème du pouvoir. Ils revêtent parfois des vêtements et des coiffes en peau de léopard pour légitimer leur autorité.[non neutre]

## Dimorphisme sexuel
Certainement le plus extrême chez les félins[réf. nécessaire], la différence de taille mâle/femelle est énorme, pouvant dépasser les 100 %. Ainsi la femelle pèse en moyenne 30 kilos, 50 à 60 kilos pour les plus grosses, les mâles quant à eux atteignent 60 kilos en moyenne, 80 à 90 kilos pour les plus gros spécimens.
Ainsi, les colons, frappées par la différence de taille, crurent distinguer deux espèces différentes, le léopard (le mâle) et la panthère (la femelle) alors qu'il s'agit évidemment du même animal.
Les différences morphologiques sont nombreuses : le crâne du mâle est plus gros, plus fort, plus anguleux, la crête sagittale est très prononcée chez le mâle, et presque absente chez la femelle (la crête sagittale influe sur la puissance de la mâchoire) etc.
De ces différences découlent évidemment un mode de vie et un régime alimentaire distinct, la femelle jettera surtout son dévolu sur les petites et moyennes proies et abandonnera facilement son repas face aux autres prédateurs, contrairement au mâle.

## Régime alimentaire

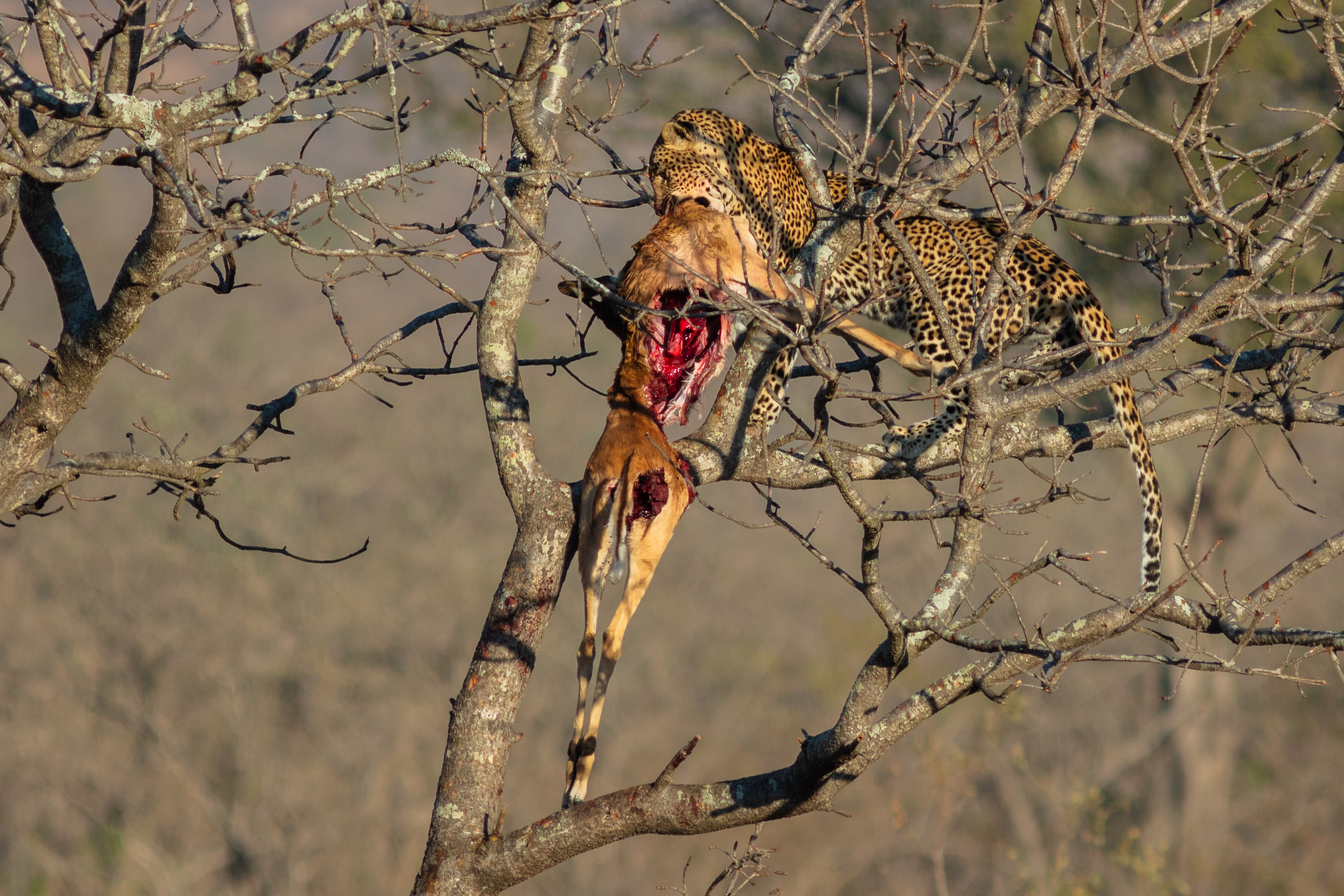
Léopard dévorant une antilope dans un arbre, loin des hyènes

L'alimentation des léopards est très variée : le léopard chasse en général des proies de petite et moyenne taille : gazelles, antilopes, impalas, babouins, singes vervets, phacochères, jeunes gnous/zèbres, porcs-épics, chacals, diks-diks, koudous, lièvres, serpents, pintades, poissons.
Cependant, une étude réalisée en Afrique du Sud sur les plus gros prédateurs de la région a montré que les léopards mâles s'attaquaient plus souvent à des animaux faisant deux à trois fois leur poids. Un léopard mâle peut terrasser un gnou adulte femelle ou un zèbre faible ou sub-adulte (par contre il ne peut terrasser un zèbre adulte en bonne condition physique, ces animaux sont très puissants et très agressifs, tout comme le gnou mâle), mais il serait ensuite incapable, en raison du poids important de ces animaux, de les hisser dans un arbre à l'abri des gros prédateurs comme les lions ou les hyènes, de fait, le léopard délaisse souvent ces grands animaux au profit de mammifères de taille moyenne qu'il pourra transporter.
Il a été rapporté des cas de léopards ayant tué un éland (la plus grosse antilope du monde, qui peut peser jusqu'à une tonne) ainsi que des gorilles dos argentés[réf. nécessaire].

## Records
Comme dit précédemment, le léopard d'Afrique est la plus grosse des sous-espèces en vigueur ; ainsi, un mâle de 96 kilos a été capturé par des scientifiques en Namibie, soit le poids d'une petite lionne.
Le léopard d'Afrique étant le plus imposant de tous les léopards, voici quelques records :
- 82 kg : http://allafrica.com/stories/200811041011.html
- 85 kg : http://www.wildafricacream.co.za/our-leopards.php
- 190 pounds : http://www.huntingreport.com/worldupdate.cfm?articleid=394
- 96 kg en Namibie : https://books.google.com/books?id=E4JyZgr....96%20kg&f=false
- http://www.huntersnetworks.com/hunts/hounds.pdf (196 et 200 pounds)
- http://www.johancalitzsafaris.co.za/phot....hoto_decade.htm (205 pounds)